# オルヴォー
オルヴォー （Orvault、ブルトン語:Orvez）は、フランス、ペイ・ド・ラ・ロワール地域圏、ロワール＝アトランティック県のコミューン。ブルターニュの歴史的な地域区分であるペイ・ナンテ（fr、ナント地方）に含まれる。

## 地理
ナント中心部から北東7kmほどにあるサン川の谷にある。

## 人口統計
| 1962年 | 1968年 | 1975年 | 1982年 | 1990年 | 1999年 | 2006年 |
| ------ | ------ | ------ | ------ | ------ | ------ | ------ |
| 6 592  | 13 510 | 20 239 | 23 245 | 23 115 | 23 550 | 24 218 |

1962年の人口はCassiniとEHESSを参考にしている1968年以降はInseeを参考とする (population sans doubles comptes、population municipale) · 

## 姉妹都市
- トリディガー、ウェールズ
- ヘウスヴァイラー、ドイツ